# Llista d'asteroides/104801–104900
| Nom              | Designació provisional | Data de descobriment | Lloc de descobriment | Descobridor/s |
| ---------------- | ---------------------- | -------------------- | -------------------- | ------------- |
| 104801 -         | 2000 HL42              | 29 d'abril, 2000     | Socorro              | LINEAR        |
| 104802 -         | 2000 HZ42              | 29 d'abril, 2000     | Socorro              | LINEAR        |
| 104803 -         | 2000 HJ43              | 29 d'abril, 2000     | Socorro              | LINEAR        |
| 104804 -         | 2000 HN43              | 29 d'abril, 2000     | Kitt Peak            | Spacewatch    |
| 104805 -         | 2000 HS43              | 29 d'abril, 2000     | Kitt Peak            | Spacewatch    |
| 104806 -         | 2000 HU44              | 26 d'abril, 2000     | Anderson Mesa        | LONEOS        |
| 104807 -         | 2000 HS45              | 26 d'abril, 2000     | Anderson Mesa        | LONEOS        |
| 104808 -         | 2000 HG47              | 29 d'abril, 2000     | Socorro              | LINEAR        |
| 104809 -         | 2000 HL47              | 29 d'abril, 2000     | Socorro              | LINEAR        |
| 104810 -         | 2000 HQ47              | 29 d'abril, 2000     | Socorro              | LINEAR        |
| 104811 -         | 2000 HP48              | 29 d'abril, 2000     | Socorro              | LINEAR        |
| 104812 -         | 2000 HV48              | 29 d'abril, 2000     | Socorro              | LINEAR        |
| 104813 -         | 2000 HO49              | 29 d'abril, 2000     | Socorro              | LINEAR        |
| 104814 -         | 2000 HH50              | 29 d'abril, 2000     | Socorro              | LINEAR        |
| 104815 -         | 2000 HK50              | 29 d'abril, 2000     | Socorro              | LINEAR        |
| 104816 -         | 2000 HC51              | 29 d'abril, 2000     | Socorro              | LINEAR        |
| 104817 -         | 2000 HW51              | 29 d'abril, 2000     | Socorro              | LINEAR        |
| 104818 -         | 2000 HE52              | 29 d'abril, 2000     | Socorro              | LINEAR        |
| 104819 -         | 2000 HK54              | 29 d'abril, 2000     | Socorro              | LINEAR        |
| 104820 -         | 2000 HQ55              | 24 d'abril, 2000     | Anderson Mesa        | LONEOS        |
| 104821 -         | 2000 HR55              | 24 d'abril, 2000     | Anderson Mesa        | LONEOS        |
| 104822 -         | 2000 HS55              | 24 d'abril, 2000     | Anderson Mesa        | LONEOS        |
| 104823 -         | 2000 HK56              | 24 d'abril, 2000     | Anderson Mesa        | LONEOS        |
| 104824 -         | 2000 HP56              | 24 d'abril, 2000     | Anderson Mesa        | LONEOS        |
| 104825 -         | 2000 HJ58              | 24 d'abril, 2000     | Kitt Peak            | Spacewatch    |
| 104826 -         | 2000 HM58              | 25 d'abril, 2000     | Kitt Peak            | Spacewatch    |
| 104827 -         | 2000 HP59              | 25 d'abril, 2000     | Anderson Mesa        | LONEOS        |
| 104828 -         | 2000 HC60              | 25 d'abril, 2000     | Anderson Mesa        | LONEOS        |
| 104829 -         | 2000 HX62              | 26 d'abril, 2000     | Anderson Mesa        | LONEOS        |
| 104830 -         | 2000 HD63              | 26 d'abril, 2000     | Anderson Mesa        | LONEOS        |
| 104831 -         | 2000 HQ63              | 26 d'abril, 2000     | Anderson Mesa        | LONEOS        |
| 104832 -         | 2000 HN64              | 26 d'abril, 2000     | Anderson Mesa        | LONEOS        |
| 104833 -         | 2000 HH65              | 26 d'abril, 2000     | Anderson Mesa        | LONEOS        |
| 104834 -         | 2000 HO67              | 27 d'abril, 2000     | Kitt Peak            | Spacewatch    |
| 104835 -         | 2000 HQ68              | 28 d'abril, 2000     | Kitt Peak            | Spacewatch    |
| 104836 -         | 2000 HH70              | 26 d'abril, 2000     | Anderson Mesa        | LONEOS        |
| 104837 -         | 2000 HT70              | 26 d'abril, 2000     | Anderson Mesa        | LONEOS        |
| 104838 -         | 2000 HY70              | 26 d'abril, 2000     | Anderson Mesa        | LONEOS        |
| 104839 -         | 2000 HA71              | 30 d'abril, 2000     | Anderson Mesa        | LONEOS        |
| 104840 -         | 2000 HF71              | 24 d'abril, 2000     | Anderson Mesa        | LONEOS        |
| 104841 -         | 2000 HK71              | 24 d'abril, 2000     | Anderson Mesa        | LONEOS        |
| 104842 -         | 2000 HW71              | 25 d'abril, 2000     | Anderson Mesa        | LONEOS        |
| 104843 -         | 2000 HZ71              | 25 d'abril, 2000     | Anderson Mesa        | LONEOS        |
| 104844 -         | 2000 HE72              | 25 d'abril, 2000     | Anderson Mesa        | LONEOS        |
| 104845 -         | 2000 HZ72              | 27 d'abril, 2000     | Anderson Mesa        | LONEOS        |
| 104846 -         | 2000 HH73              | 27 d'abril, 2000     | Anderson Mesa        | LONEOS        |
| 104847 -         | 2000 HV73              | 27 d'abril, 2000     | Anderson Mesa        | LONEOS        |
| 104848 -         | 2000 HL74              | 30 d'abril, 2000     | Haleakala            | NEAT          |
| 104849 -         | 2000 HP74              | 27 d'abril, 2000     | Kitt Peak            | Spacewatch    |
| 104850 -         | 2000 HS74              | 27 d'abril, 2000     | Socorro              | LINEAR        |
| 104851 -         | 2000 HH75              | 27 d'abril, 2000     | Socorro              | LINEAR        |
| 104852 -         | 2000 HJ75              | 27 d'abril, 2000     | Socorro              | LINEAR        |
| 104853 -         | 2000 HN75              | 27 d'abril, 2000     | Socorro              | LINEAR        |
| 104854 -         | 2000 HR75              | 27 d'abril, 2000     | Socorro              | LINEAR        |
| 104855 -         | 2000 HK76              | 27 d'abril, 2000     | Socorro              | LINEAR        |
| 104856 -         | 2000 HJ77              | 28 d'abril, 2000     | Anderson Mesa        | LONEOS        |
| 104857 -         | 2000 HT77              | 28 d'abril, 2000     | Socorro              | LINEAR        |
| 104858 -         | 2000 HA78              | 28 d'abril, 2000     | Socorro              | LINEAR        |
| 104859 -         | 2000 HU78              | 28 d'abril, 2000     | Anderson Mesa        | LONEOS        |
| 104860 -         | 2000 HV78              | 28 d'abril, 2000     | Anderson Mesa        | LONEOS        |
| 104861 -         | 2000 HT79              | 28 d'abril, 2000     | Anderson Mesa        | LONEOS        |
| 104862 -         | 2000 HV79              | 28 d'abril, 2000     | Anderson Mesa        | LONEOS        |
| 104863 -         | 2000 HA82              | 29 d'abril, 2000     | Socorro              | LINEAR        |
| 104864 -         | 2000 HF82              | 29 d'abril, 2000     | Socorro              | LINEAR        |
| 104865 -         | 2000 HG86              | 30 d'abril, 2000     | Anderson Mesa        | LONEOS        |
| 104866 -         | 2000 HM86              | 30 d'abril, 2000     | Anderson Mesa        | LONEOS        |
| 104867 -         | 2000 HY86              | 30 d'abril, 2000     | Kitt Peak            | Spacewatch    |
| 104868 -         | 2000 HP87              | 27 d'abril, 2000     | Socorro              | LINEAR        |
| 104869 -         | 2000 HQ89              | 29 d'abril, 2000     | Socorro              | LINEAR        |
| 104870 -         | 2000 HV93              | 29 d'abril, 2000     | Socorro              | LINEAR        |
| 104871 -         | 2000 HZ96              | 27 d'abril, 2000     | Anderson Mesa        | LONEOS        |
| 104872 -         | 2000 HF97              | 27 d'abril, 2000     | Socorro              | LINEAR        |
| 104873 -         | 2000 HG97              | 27 d'abril, 2000     | Socorro              | LINEAR        |
| 104874 -         | 2000 HH97              | 27 d'abril, 2000     | Socorro              | LINEAR        |
| 104875 -         | 2000 HZ97              | 26 d'abril, 2000     | Kitt Peak            | Spacewatch    |
| 104876 -         | 2000 HH98              | 27 d'abril, 2000     | Kitt Peak            | Spacewatch    |
| 104877 -         | 2000 HW99              | 27 d'abril, 2000     | Anderson Mesa        | LONEOS        |
| 104878 -         | 2000 HL100             | 24 d'abril, 2000     | Anderson Mesa        | LONEOS        |
| 104879 -         | 2000 HS100             | 25 d'abril, 2000     | Kitt Peak            | Spacewatch    |
| 104880 -         | 2000 HK102             | 26 d'abril, 2000     | Anderson Mesa        | LONEOS        |
| 104881 -         | 2000 HJ103             | 27 d'abril, 2000     | Anderson Mesa        | LONEOS        |
| 104882 -         | 2000 HK103             | 27 d'abril, 2000     | Anderson Mesa        | LONEOS        |
| 104883 -         | 2000 HT103             | 27 d'abril, 2000     | Anderson Mesa        | LONEOS        |
| 104884 -         | 2000 HU103             | 27 d'abril, 2000     | Anderson Mesa        | LONEOS        |
| 104885 -         | 2000 HW103             | 27 d'abril, 2000     | Anderson Mesa        | LONEOS        |
| 104886 -         | 2000 JS                | 1 de maig, 2000      | Socorro              | LINEAR        |
| 104887 -         | 2000 JH1               | 2 de maig, 2000      | Socorro              | LINEAR        |
| 104888 -         | 2000 JL1               | 1 de maig, 2000      | Socorro              | LINEAR        |
| 104889 -         | 2000 JQ1               | 1 de maig, 2000      | Socorro              | LINEAR        |
| 104890 -         | 2000 JT1               | 1 de maig, 2000      | Socorro              | LINEAR        |
| 104891 -         | 2000 JA2               | 2 de maig, 2000      | Socorro              | LINEAR        |
| 104892 -         | 2000 JB2               | 2 de maig, 2000      | Socorro              | LINEAR        |
| 104893 -         | 2000 JO2               | 3 de maig, 2000      | Socorro              | LINEAR        |
| 104894 -         | 2000 JL3               | 3 de maig, 2000      | Socorro              | LINEAR        |
| 104895 -         | 2000 JU4               | 2 de maig, 2000      | Kitt Peak            | Spacewatch    |
| 104896 Schwanden | 2000 JL5               | 2 de maig, 2000      | Drebach              | Drebach       |
| 104897 -         | 2000 JP5               | 5 de maig, 2000      | Farpoint             | Farpoint      |
| 104898 -         | 2000 JX5               | 2 de maig, 2000      | Socorro              | LINEAR        |
| 104899 -         | 2000 JS6               | 4 de maig, 2000      | Socorro              | LINEAR        |
| 104900 -         | 2000 JL7               | 1 de maig, 2000      | Kitt Peak            | Spacewatch    |